# Карл Фрідріх Філіпп фон Марціус

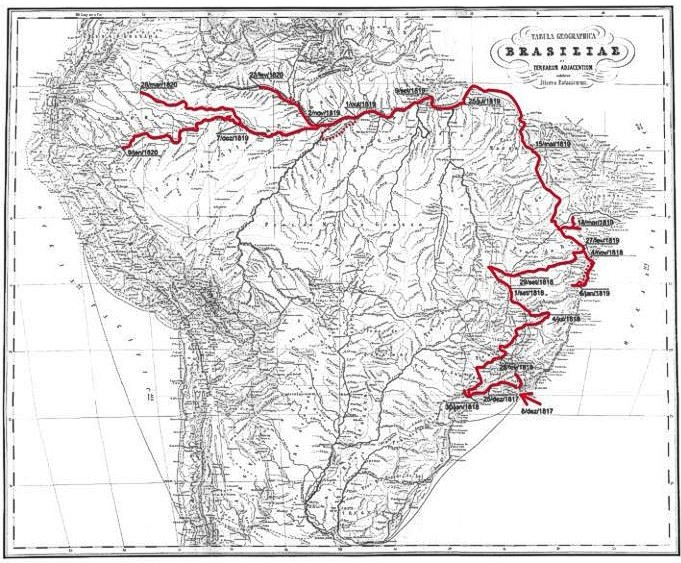
Карта Бразилії з маршрутами Марціуса та Спікса

Карл Фрідріх Філіпп фон Марціус (нім. Carl Friedrich Philipp von Martius; 17 квітня 1794, Ерланген — 13 грудня 1868, Мюнхен) — німецький натураліст, ботанік та етнограф.

## Біографія
У 1814 році він здобув науковий ступінь, а в 1817 році здійснив подорож у Південну Америку. У 1817—1818 роках разом із Йоганном Спіксом досліджував басейни річок Сан-Франсіску та Парнаїба, долину Амазонки від 70° західної довготи до гирла та річку Жапура.
У 1820 році він повернувся до Німеччини та став доглядачем ботанічного саду у Мюнхені. З 1826 він професор ботаніки у Мюнхенському університеті Людвіга-Максиміліана. У 1832 році обійняв посаду директора ботанічного саду Мюнхена. Головну увагу у своїх роботах він присвятив вивченню Бразилії.
Йому належала величезна колекція зразків рослин. Повернувшись із Південної Америки, він привіз 12 000 зразків, які увійшли до його гербарію. На момент смерті колекція складалася з 300 000 примірників, що представляли 65 000 видів з усього світу. Гербарій був однією з найбільших приватних колекцій свого часу.
Бельгійський уряд придбав гербарій у 1870 році.
У 1823 році Марціус одружився з нім. Franziska Freiin von Stengel. Його син, Карл Александр фон Марціус (1838—1920) був успішним хіміком, відомим як один із засновників великої компанії-виробника фотоматеріалів Agfa-Gevaert.
Карл Фрідріх Філіпп фон Марціус помер 13 грудня 1868 року в Мюнхені.

## Вшанування
На честь Марціуса названо рід рослин Martiodendron з родини бобові (Fabaceae).
З 1834 року Марціус був закордонним членом-кореспондентом Петербурзької Академії наук.
У 1837 році він був обраний закордонним членом Шведської королівської академії наук.

## Основні праці
- Flora cryptogamica erlangensis, 1817
- Nova Genera et Species Plantarum Brasiliensium, у 3 томах, 1823—1832
- Palmarum familia ejusque genera denuo illustrata, 1824
- Icones selectae Plantarum Cryptogamicarum Brasiliensium, 1827
- Hortus regius monacensis, 1829 (спільно з Францом фон Паула Шранком)
- Flora Brasiliensis [Архівовано 11 лютого 2021 у Wayback Machine.]